# Cacau
Claudemir Jerônimo Fernandes Barretto (Santo André, 27 maart 1981) - voetbalnaam Cacau - is een Braziliaans-Duits voormalig betaald voetballer die bij voorkeur in de aanval speelt. In mei 2009 debuteerde hij in het Duits voetbalelftal.

## Carrière
Cacau sprak als kind zijn eigen voornaam uit als Cacaudemir, wat door zijn moeder werd verkort tot Cacau. Die naam ging hij later achter op zijn voetbalshirts dragen. In het seizoen 2000/01 kwam Cacau in het eerste elftal van SV Türk Gücü München terecht, waarmee hij in de vijfde divisie van Duitsland speelde. Hij scoorde er in één seizoen zeven keer en werd vervolgens naar 1. FC Nürnberg gehaald, dat in de Bundesliga speelde. Cacau begon er in het tweede elftal en debuteerde op 18 november 2001 tegen Hansa Rostock in de hoofdmacht. Op 8 december speelde hij zijn tweede wedstrijd tegen Bayer 04 Leverkusen, waarin hij zijn eerste doelpunt maakte. Hij eindigde dat seizoen met zes goals in zeventien competitieduels. In het seizoen dat volgde scoorde hij twee goals in 27 wedstrijden en FC Nürnberg degradeerde naar de 2. Bundesliga.
Cacau tekende daarvoor al contract bij VfB Stuttgart en in de zomer van 2003 vertrok hij naar deze club. Tijdens zijn eerste seizoen in Stuttgart speelde hij zestien competitieduels, waarin hij vier goals maakte. Ook maakte hij zijn debuut in de Champions League, waarin hij vier duels meespeelde. In het seizoen 2004/05 scoorde hij twaalf Bundesliga-goals, waarmee hij tweede werd op de topscorerslijst van zijn club dat jaar. Ook scoorde hij in de UEFA Cup in de eerste drie wedstrijden die zijn club speelde. Cacau werd in het seizoen 2006/07 opnieuw bijna clubtopscorer. Hij maakte dertien doelpunten en werd met VfB Stuttgart landskampioen van Duitsland. Tijdens hetzelfde seizoen haalde Stuttgart de finale van de DFB Pokal. Cacau scoorde tijdens dit toernooi vijf goals in zes duels, maar werd in de finale met een rode kaart van het veld gestuurd. Stuttgart verloor de finale met 3-2 van zijn voormalige club FC Nürnberg.
Vanwege de landstitel mocht Stuttgart in het seizoen 2007/08 weer meedoen aan de Champions League. Cacau scoorde zijn eerste goal in dit toernooi tegen Glasgow Rangers. In de competitie maakte hij negen goals in 27 wedstrijden. Een jaar later speelde hij 25 duels, waarin hij zeven keer scoorde. Zijn club eindigde dat seizoen als derde in de competitie.
In maart 2010 kondigde Cacau aan dat hij Stuttgart na zeven jaar zou gaan verlaten. Hij kon het met de club niet eens worden over een nieuw contract. Iets meer dan een maand later bedacht hij zich en tekende hij alsnog bij tot 2013. Op 17 oktober 2012 scheurde zijn kruisbanden. Hij wordt pas eind april terug op het trainingsveld verwacht.
In 2014 en 2015 speelde hij in Japan voor Cerezo Osaka. In januari 2016 sloot hij aan bij het tweede team van VfB Stuttgart. In oktober 2016 stopte hij met voetballen.

## Cluboverzicht
| Seizoen  | Club           | Competitie | Wedstrijden | Doelpunten |
| -------- | -------------- | ---------- | ----------- | ---------- |
| 2001-'02 | 1. FC Nürnberg | Bundesliga | 17          | 6          |
| 2002-'03 | 1. FC Nürnberg | Bundesliga | 27          | 2          |
| 2003-'04 | VfB Stuttgart  | Bundesliga | 16          | 4          |
| 2004-'05 | VfB Stuttgart  | Bundesliga | 32          | 12         |
| 2005-'06 | VfB Stuttgart  | Bundesliga | 20          | 4          |
| 2006-'07 | VfB Stuttgart  | Bundesliga | 32          | 13         |
| 2007-'08 | VfB Stuttgart  | Bundesliga | 27          | 9          |
| 2008-'09 | VfB Stuttgart  | Bundesliga | 25          | 7          |
| 2009-'10 | VfB Stuttgart  | Bundesliga | 25          | 13         |
| 2010-'11 | VfB Stuttgart  | Bundesliga | 27          | 8          |
| 2011-'12 | VfB Stuttgart  | Bundesliga | 33          | 8          |
| 2012-'13 | VfB Stuttgart  | Bundesliga | 5           | 1          |

## Internationaal
Cacau is geboren in Brazilië, maar is international van Duitsland. In februari 2009 kreeg hij een Duits paspoort en in mei werd hij voor het eerst opgeroepen voor het nationale elftal. Op 29 mei maakte hij zijn debuut tijdens een interland tegen China. Een jaar later nam bondscoach Joachim Löw hem mee naar het WK 2010. Daarop maakte hij zijn eerste speelminuten toen hij in de eerste groepswedstrijd tegen Australië (4-0 winst) na 68 minuten inviel voor Miroslav Klose. Twee minuten later scoorde hij de 4-0 voor Duitsland. Cacau viel opnieuw in tegen Servië (0-1 verlies) en in het derde groepsduel tegen Ghana (0-1 winst) speelde hij voor het eerst op het WK een hele wedstrijd. Vervolgens kwam hij drie wedstrijd niet in actie, waarna hij in de wedstrijd om de derde plaats tegen Uruguay (2-3 winst) nog een keer in de basisopstelling begon. Hij was een van de vier spelers, die op maandag 28 mei 2012 op het laatste moment afvielen in de selectie van de Duitse bondscoach Joachim Löw voor het EK voetbal 2012 in Oekraïne en Polen. De andere drie afvallers bij het trainingskamp in de Franse plaats Tourrettes waren Marc-André ter Stegen, Sven Bender en Julian Draxler.
| Interlands van Cacau voor Duitsland | Interlands van Cacau voor Duitsland | Interlands van Cacau voor Duitsland | Interlands van Cacau voor Duitsland | Interlands van Cacau voor Duitsland | Interlands van Cacau voor Duitsland |
| №                                   | Datum                               | Wedstrijd                           | Uitslag                             | Competitie                          | Goals                               |
| ----------------------------------- | ----------------------------------- | ----------------------------------- | ----------------------------------- | ----------------------------------- | ----------------------------------- |
| 1                                   | 29 May 2009                         | China – Duitsland                   | 1–1                                 | Vriendschappelijk                   |                                     |
| 2                                   | 02 Jun 2009                         | V.A.E. – Duitsland                  | 2–7                                 | Vriendschappelijk                   |                                     |
| 3                                   | 12 Aug 2009                         | Azerbeidzjan – Duitsland            | 0–2                                 | WK-kwalificatie                     |                                     |
| 4                                   | 14 Oct 2009                         | Duitsland – Finland                 | 1–1                                 | WK-kwalificatie                     |                                     |
| 5                                   | 03 Mar 2010                         | Duitsland – Argentinië              | 0–1                                 | Vriendschappelijk                   |                                     |
| 6                                   | 13 May 2010                         | Duitsland – Malta                   | 3–0                                 | Vriendschappelijk                   | Goal · Goal                         |
| 7                                   | 29 May 2010                         | Hongarije – Duitsland               | 0–3                                 | Vriendschappelijk                   | Goal                                |
| 8                                   | 03 Jun 2010                         | Duitsland – Bosnië en Herz.         | 3–1                                 | Vriendschappelijk                   |                                     |
| 9                                   | 13 Jun 2010                         | Duitsland – Australië               | 4–0                                 | WK-eindronde                        | Goal                                |
| 10                                  | 18 Jun 2010                         | Duitsland – Servië                  | 0–1                                 | WK-eindronde                        |                                     |
| 11                                  | 23 Jun 2010                         | Ghana – Duitsland                   | 0–1                                 | WK-eindronde                        |                                     |
| 12                                  | 10 Jul 2010                         | Uruguay – Duitsland                 | 2–3                                 | WK-eindronde                        |                                     |
| 13                                  | 03 Sep 2010                         | België – Duitsland                  | 0–1                                 | EK-kwalificatie                     |                                     |
| 14                                  | 07 Sep 2010                         | Duitsland – Azerbeidzjan            | 6–1                                 | EK-kwalificatie                     |                                     |
| 15                                  | 08 Oct 2010                         | Duitsland – Turkije                 | 3–0                                 | EK-kwalificatie                     |                                     |
| 16                                  | 12 Oct 2010                         | Kazachstan – Duitsland              | 0–3                                 | EK-kwalificatie                     |                                     |
| 17                                  | 17 Nov 2010                         | Zweden – Duitsland                  | 0–0                                 | Vriendschappelijk                   |                                     |
| 18                                  | 10 Aug 2011                         | Duitsland – Brazilië                | 3–2                                 | Vriendschappelijk                   |                                     |
| 19                                  | 06 Sep 2011                         | Polen – Duitsland                   | 2–2                                 | Vriendschappelijk                   | Goal                                |
| 20                                  | 11 Oct 2011                         | Duitsland – België                  | 3–1                                 | EK-kwalificatie                     |                                     |
| 21                                  | 11 Nov 2011                         | Oekraïne – Duitsland                | 3–3                                 | Vriendschappelijk                   |                                     |
| 22                                  | 29 Feb 2012                         | Duitsland – Frankrijk               | 1–2                                 | Vriendschappelijk                   | Goal                                |
| 23                                  | 26 May 2012                         | Zwitserland – Duitsland             | 5–3                                 | Vriendschappelijk                   |                                     |

## Geloof
Cacau draagt zijn geloof in Christus uit wanneer hij een doelpunt maakt. Hij maakt dan een dankend gebaar in de richting van de hemel, zonder op zichzelf te wijzen. Soms tilt hij ook zijn shirt op, om een tekst als "Jesus is my saviour" op zijn ondershirt te tonen.

## Erelijst
- Winnaar Bundesliga 2006/07 met VfB Stuttgart
- Verliezend finalist DFB-Pokal 2006-07 met VfB Stuttgart

1 Neuer ·
2 Jansen ·
3 Friedrich ·
4 Aogo ·
5 Taşçı ·
6 Khedira ·
7 Schweinsteiger ·
8 Özil ·
9 Kießling ·
10 Podolski ·
11 Klose ·
12 Wiese ·
13 Müller ·
14 Badstuber ·
15 Trochowski ·
16 Lahm  ·
17 Mertesacker ·
18 Kroos ·
19 Cacau ·
20 Boateng ·
21 Marin ·
22 Butt ·
23 Gómez ·
Coach: Löw